# Реаль-Фуерса
23°08′28″ пн. ш. 82°20′59″ зх. д. / 23.141° пн. ш. 82.3498° зх. д.

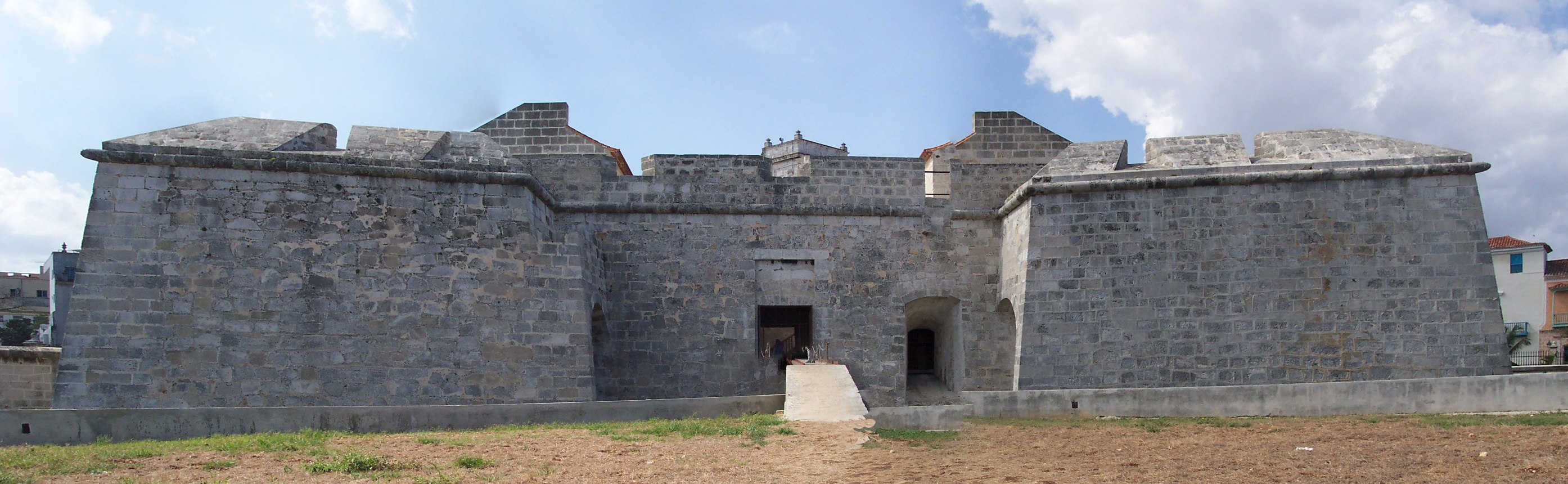
Вхід до фортеці.

Реаль-Фуерса (ісп. Castillo de la Real Fuerza, «замок королівської мощі») — фортеця-зірка в східній гавані Гавани (Куба), побудована 1577 року. Спочатку призначалася для захисту від нападів піратів. Реаль-Фуерса є найстарішою кам'яною фортецею в Америці та входить в число пам'яток Всесвітньої спадщини як частина Старої Гавани.